# Měrný útlum
Měrný útlum  v telekomunikacích – vyjadřuje, kolikrát se zmenší výkon signálu po průchodu kabelem jednotkové délky. Udává se v decibelech na jednotku délky (dB/m, dB/100m, nebo dB/km) a je kmitočtově závislý. Například u kabelu kategorie 5 je měrný útlum při 0,1 MHz méně než 10 dB/km, při 1 MHz přibližně 20 dB/km a při 10 MHz více než 60 dB/km, koaxiální kabely používané pro připojení televizních antén mají při 50 MHz měrný útlum 3-5 dB/100 m, při 1 GHz 15-30 dB/100 m.
Měrný útlum je reálná část měrné vlnové míry přenosu g. Je způsoben vlivem skin efektu vnitřního vodiče, ztrátami ve vodiči a v dielektriku a únikem elektromagnetické energie pláštěm kabelu.